# تپه ساری قورخان ۲
ساری قورخان ۲ مربوط به دوره اسلامی قرن ۸ تا ۱۰ ه.ق است و در شهرستان تکاب، بخش مرکزی، دهستان کرفتو، روستای ساری‌قورخان واقع شده است. این اثر در تاریخ ۳۰ دی ۱۳۸۵ با شمارهٔ ثبت ۱۶۸۰۹ به عنوان یکی از آثار ملی ایران به ثبت رسیده است.